# Francis Vincent-Bréchignac
Pour les articles homonymes, voir Bréchignac et Vincent-Bréchignac.
Francis Vincent-Bréchignac (né le 4 décembre 1915 à Versailles et mort le 27 février 1947 à Paris 15e) est un scénariste et directeur de production français.

## Biographie
Francis Vincent-Bréchignac est le frère cadet d'Hubert Vincent-Bréchignac et de Jean Vincent-Bréchignac ayant, tout comme lui, fait une carrière cinématographique.

## Filmographie
Scénariste
- 1943 : Le Loup des Malveneur de Guillaume Radot coscénarisé avec Jean Féline
- 1944 : Le Bal des passants de Guillaume Radot
- 1947 : La Kermesse rouge de Paul Mesnier
- 1947 : Chemins sans lois de Guillaume Radot

Directeur de production
- 1939 : La Fugue de Jim Baxter de Jean Dréville
- 1943 : Le Loup des Malveneur de Guillaume Radot
- 1947 : La Kermesse rouge de Paul Mesnier